# لیونگ چون وینگ
لیونگ چون وینگ (انگلیسی: Leung Chun Wing؛ زادهٔ ۲۰ ژانویهٔ ۱۹۹۴) دوچرخه‌سوار اهل هنگ کنگ است.
وی در مسابقات کشوری و بین‌المللی در مجموع برندهٔ ۴ مدال طلا، ۳ مدال نقره، ۵ مدال برنز شده‌است.